# John Gray (homme politique irlandais)
Pour les articles homonymes, voir John Gray et Gray.
John Gray, parfois orthographié Grey, né le 13 juillet 1815 à Claremorris et mort le 9 avril 1875 à Bath, est un médecin, chirurgien, propriétaire de journal, journaliste et homme politique libéral irlandais.

## Biographie
Gray est actif dans le gouvernement municipal et national pendant une grande partie de sa vie. Il a des idéaux nationalistes qu'il exprime en tant que propriétaire du Freeman's Journal (en), président du Comité des travaux liés à l'eau de la Dublin Corporation entre 1863 et 1875 et membre du Parlement à la Chambre des communes du Royaume-Uni de Grande-Bretagne et d'Irlande pour la ville de Kilkenny de 1865 jusqu'à sa mort.
Il est un partisan de Daniel O'Connell, et plus tard de Charles Stewart Parnell, et préconise une abrogation de l'Acte d'Union. Grâce à ses responsabilités avec la Dublin Corporation, les travaux sur le réservoir Vartry sont achevés, permettant une alimentation en eau potable dans la ville de Dublin et dans ses banlieues.
Peu de temps après sa mort, ses contributions pour l'alimentation en eau potable et l'impact bénéfique que cela produit sur la santé publique à Dublin sont reconnus par une statue commémorative sur O'Connell Street.

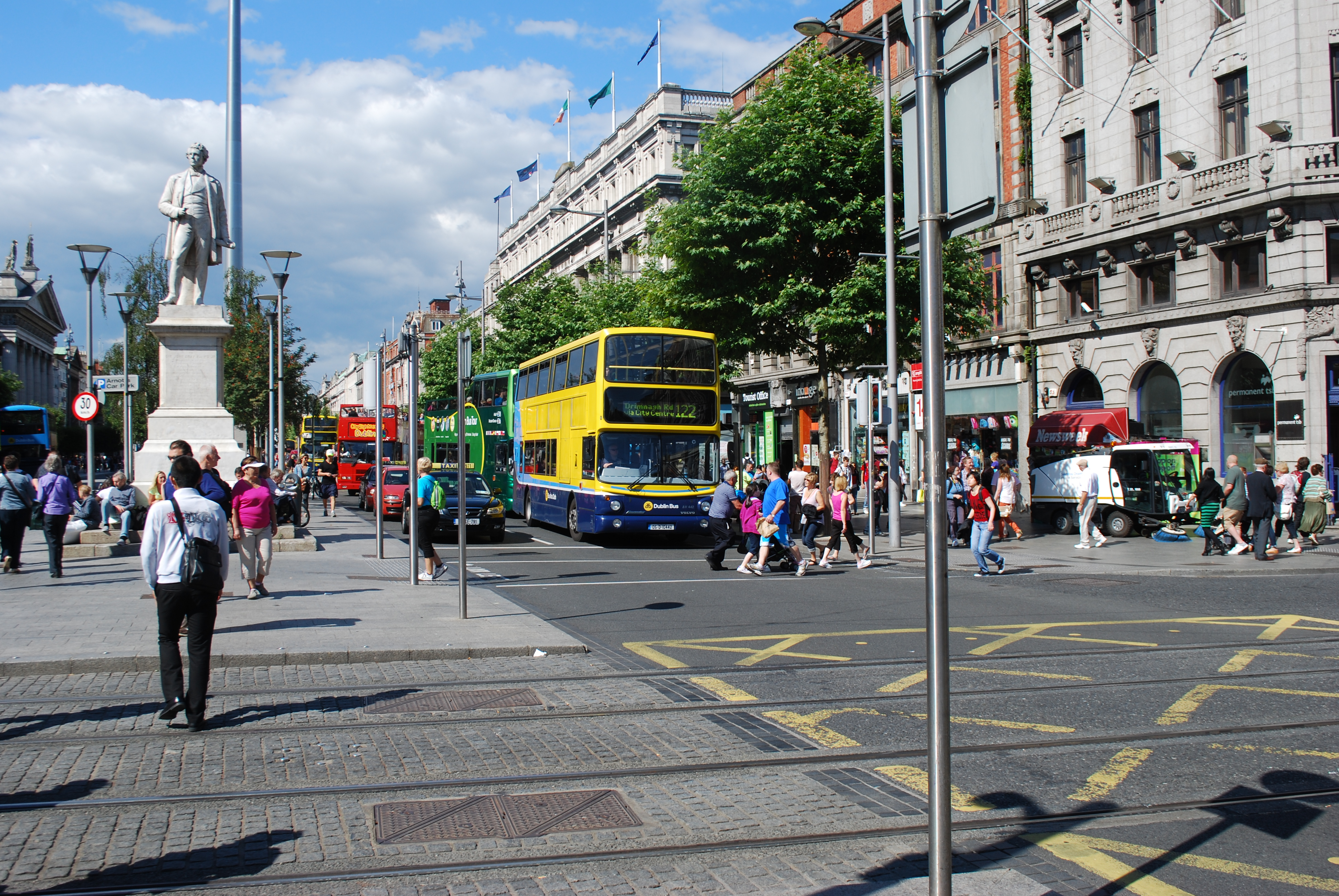
Statue de John Gray sur O'Connell Street.